# Giấy chứng nhận quyền sở hữu nhà
Giấy chứng nhận quyền sở hữu nhà hay còn gọi là giấy hồng hay sổ hồng là một văn bản (loại giấy tờ) do cơ quan quản lý Nhà nước ở Việt Nam cấp cho chủ nhà (chủ sở hữu) xem như là chứng cứ hợp pháp và duy nhất xác định chủ quyền của một cá nhân, tổ chức đối với căn nhà (bất động sản) của mình. Giấy chứng nhận quyền sở hữu nhà ở là cơ sở pháp lý để chủ sở hữu nhà thực hiện các quyền và nghĩa vụ của mình đối với nhà ở đó theo quy định của pháp luật. Khái niệm liên quan mật thiết là giấy chứng nhận quyền sử dụng đất (sổ đỏ, giấy đỏ).

## Quy định chung
Nội dung và mẫu giấy chứng nhận được quy định cụ thể trong Nghị định hướng dẫn thi hành Luật nhà ở, trường hợp chủ sở hữu nhà ở đồng thời là chủ sử dụng đất ở hoặc chủ sở hữu căn hộ trong nhà chung cư thì chỉ cấp một giấy là giấy chứng nhận quyền sở hữu nhà ở và quyền sử dụng đất ở, trường hợp chủ sở hữu nhà ở không đồng thời là chủ sử dụng đất ở thì cấp riêng giấy chứng nhận quyền sở hữu nhà ở và giấy chứng nhận quyền sử dụng đất (sổ đỏ) theo quy định của Luật đất đai.
Về việc cấp sổ
- Trường hợp chủ sở hữu nhà ở đồng thời là chủ sử dụng đất ở, chủ sở hữu căn hộ trong nhà chung cư thì cấp một giấy chứng nhận là Giấy chứng nhận quyền sở hữu nhà ở và quyền sử dụng đất ở
- Trường hợp chủ sở hữu nhà ở không đồng thời là chủ sử dụng đất ở thì cấp Giấy chứng nhận quyền sở hữu nhà ở. Giấy chứng nhận quyền sở hữu nhà ở và quyền sử dụng đất ở gọi chung là Giấy chứng nhận quyền sở hữu nhà ở.

Ghi tên trong sổ:
Việc ghi tên chủ sở hữu trong sổ hồng quy định như sau:
- Nhà ở thuộc sở hữu của một tổ chức thì ghi tên tổ chức đó.
- Nhà ở thuộc sở hữu của một cá nhân thì ghi tên người đó.
- Nhà ở thuộc sở hữu chung hợp nhất thì ghi tên người được các chủ sở hữu thoả thuận cho đứng tên trong giấy chứng nhận, nếu không có thoả thuận thì ghi đủ tên các chủ sở hữu nhà ở đó, trường hợp nhà ở thuộc sở hữu chung của vợ chồng thì ghi đủ tên của cả vợ và chồng, trường hợp có vợ hoặc chồng không thuộc diện được sở hữu nhà ở tại Việt Nam theo quy định của pháp luật thì chỉ ghi tên người có quyền sở hữu nhà ở tại Việt Nam.
- Nhà ở thuộc sở hữu chung theo phần thì ghi tên từng chủ sở hữu đối với phần sở hữu riêng và giấy chứng nhận đối với nhà ở đó được cấp cho từng chủ sở hữu.

Hiệu lực của giấy:
Giấy chứng nhận quyền sở hữu nhà không còn hiệu lực pháp lý khi:
- Nhà ở bị tiêu huỷ hoặc bị phá dỡ
- Nhà ở bị tịch thu hoặc trưng mua.
- Nhà ở được xây dựng trên đất thuê đã hết thời hạn thuê đất mà không được gia hạn thuê tiếp.
- Nhà ở đã được cấp sổ hồng nhưng bị cơ quan nhà nước có thẩm quyền ra quyết định thu hồi do cấp không đúng thẩm quyền, người được cấp giấy chứng nhận không đúng đối tượng, nhà ở được ghi trong giấy chứng nhận không đúng với hiện trạng khi cấp giấy hoặc nhà ở xây dựng trong khu vực đã bị cấm xây dựng nhà ở

Thẩm quyền cấp:
- Ủy ban nhân dân tỉnh, thành phố trực thuộc trung ương cấp sổ hồng cho tổ chức. Trường hợp chủ sở hữu chung là tổ chức và cá nhân thì Ủy ban nhân dân cấp tỉnh cấp sổ hồng.
- Ủy ban nhân dân huyện, quận, thị xã, thành phố thuộc tỉnh cấp sổ hồng cho cá nhân.

## Thủ tục đề nghị cấp sổ hồng cho căn hộ chung cư nhà ở
Muốn được cơ quan có thẩm quyền cấp giấy này, cá nhân, tổ chức cần làm hồ sơ đề nghị cấp giấy chứng nhận quyền sở hữu nhà ở. Hồ sơ gồm có:
- Đơn đề nghị cấp giấy chứng nhận quyền sở hữu nhà ở
- Bản sao một trong các giấy tờ:
- Giấy phép xây dựng
- Quyết định phê duyệt dự án phát triển nhà ở
- Giấy chứng nhận đầu tư
- Giấy chứng nhận quyền sử dụng đất hoặc một trong các loại giấy tờ hợp lệ về quyền sử dụng đất theo quy định của pháp luật về đất đai
- Giấy tờ về quyền sở hữu nhà ở do cơ quan có thẩm quyền cấp qua các thời kỳ
- Thoả thuận đồng ý bằng văn bản của chủ sử dụng đất ở đối với trường hợp chủ sở hữu nhà ở không phải là chủ sử dụng đất ở mà nhà ở được xây dựng tại các khu vực không thuộc diện phải có giấy phép xây dựng
- Giấy tờ mua bán, tặng cho, đổi, thanh lý, hoá giá nhà ở
- Hợp đồng thuê mua nhà ở xã hội hoặc cho tặng
- Quyết định trao tặng nhà tình nghĩa, nhà tình thương
- Giấy tờ về thừa kế nhà ở; bản án, quyết định của Toà án hoặc quyết định của cơ quan có thẩm quyền đã có hiệu lực pháp luật về sở hữu nhà ở
- Giấy tờ xác nhận của Ủy ban nhân dân xã, phường, thị trấn đối với các trường hợp khác, trừ nhà ở thuộc các khu vực cấm xây dựng theo quy định của pháp luật về xây dựng
- Sơ đồ nhà ở, đất ở.

Điều kiện cấp sổ hồng cho căn hộ chung cư
Điều 8 Luật Nhà ở năm 2014 quy định nhà ở, cá nhân có nhà ở hợp pháp thông qua hình thức đầu tư xây dựng, mua, thuê mua, nhận tặng cho, nhận thừa kế, nhận góp vốn, nhận đổi nhà ở và các hình thức khác theo quy định của pháp luật thì được cơ quan nhà nước có thẩm quyền cấp Giấy chứng nhận quyền sở hữu nhà ở (Nhà ở được cấp Giấy chứng nhận phải là nhà ở có sẵn).
Điều 9 quy định: “Đối với nhà ở được đầu tư xây dựng theo dự án để cho thuê mua, để bán thì không cấp Giấy chứng nhận cho chủ đầu tư mà cấp Giấy chứng nhận cho người thuê mua, người mua nhà ở, trừ trường hợp chủ đầu tư có nhu cầu cấp Giấy chứng nhận đối với nhà ở chưa cho thuê mua, chưa bán. Trường hợp chủ đầu tư xây dựng nhà ở để cho thuê thì được cấp Giấy chứng nhận đối với nhà ở đó.”
Bên cạnh đó, Điều 13 Luật Kinh doanh bất động sản 2014 quy định: “Trong thời hạn 50 ngày kể từ ngày bàn giao nhà, công trình xây dựng cho người mua hoặc kể từ ngày hết hạn thuê mua thì phải làm thủ tục để cơ quan nhà nước có thẩm quyền cấp Giấy chứng nhận quyền sử dụng đất, quyền sở hữu nhà ở và tài sản khác gắn liền với đất cho bên mua, bên thuê mua, trừ trường hợp bên mua, bên thuê mua có văn bản đề nghị tự làm thủ tục cấp giấy chứng nhận”. Do đó, khi gặp khó khăn khi thực hiện thủ tục xin cấp giấy chứng nhận khách hàng có quyền yêu cầu chủ đầu tư giải thích và hỗ trợ thực hiện.
Hồ sơ cấp sổ hồng cho căn hộ chung cư
Theo quy định tại Điều 1 Thông tư của Bộ Xây dựng số 1/2009/TT-BXD ngày 25/2/2009 quy định một số nội dung về cấp giấy chứng nhận quyền sở hữu nhà ở và hướng dẫn mẫu hợp đồng mua bán căn hộ nhà chung cư trong dự án đầu tư xây dựng của tổ chức kinh doanh nhà ở, thì bên bán có trách nhiệm làm thủ tục để cơ quan nhà nước có thẩm quyền cấp giấy chứng nhận quyền sở hữu cho bên mua căn hộ nhà chung cư và làm hồ sơ cấp giấy chứng nhận quyền sở hữu nhà ở lần đầu khi mua căn hộ nhà chung cư.
Hồ sơ đề nghị cấp giấy chứng nhận quyền sở hữu căn hộ nhà chung cư bao gồm hồ sơ cơ sở và hồ sơ từng căn hộ nhà chung cư.
Ngoài hồ sơ cơ sở, trong thời gian 30 ngày kể từ khi các chủ sở hữu căn hộ và chủ sở hữu phần sở hữu riêng hoàn thành thanh toán tiền mua theo hợp đồng mua bán, bên bán phải hoàn thành và nộp cho cơ quan cấp giấy chứng nhận hồ sơ của từng căn hộ, theo đó, bên mua phải giao cho bên bán các giấy tờ sau:
- Đơn đề nghị cấp mới giấy chứng nhận quyền sở hữu nhà ở (theo mẫu) có chữ ký của bên mua căn hộ và xác nhận của bên bán.
- Hợp đồng mua bán căn hộ nhà chung cư hoặc phần sở hữu riêng do hai bên ký kết; biên bản bàn giao, thanh lý hợp đồng mua bán căn hộ nhà chung cư hoặc phần sở hữu riêng nhà chung cư và biên lai thu các khoản nghĩa vụ tài chính của Bên mua liên quan đến việc cấp giấy chứng nhận. Trường hợp bên mua tự thực hiện việc nộp nghĩa vụ tài chính thì giao biên lai này cho bên bán để đưa vào hồ sơ đề nghị cấp giấy chứng nhận.
- Trong trường hợp người mua căn hộ nhà chung cư đã thanh toán hết tiền mua nhà trước thời điểm lập hồ sơ cơ sở thì hồ sơ cơ sở và hồ sơ đề nghị cấp giấy chứng nhận từng căn hộ được lập và nộp đồng thời cho cơ quan cấp giấy chứng nhận.

Cơ quan cấp giấy chứng nhận có trách nhiệm hoàn thành thủ tục cấp giấy chứng nhận cho chủ sở hữu căn hộ nhà chung cư trong vòng 30 ngày kể từ ngày nhận đủ hồ sơ hợp lệ.
Lệ phí cấp sổ hồng cho căn hộ chung cư
Lệ phí cấp giấy chứng nhận quyền sở hữu nhà ở lần đầu cho căn hộ nhà chung cư được thực hiện theo quy định tại Điều 49 Nghị định 90/2006/NĐ-CP ngày 6/9/2006, tức là không quá 100.000 đồng một giấy đối với cá nhân, không quá 500.000 đồng một giấy đối với tổ chức đề nghị cấp giấy chứng nhận quyền sở hữu nhà ở lần đầu đối với nhà ở.
Thời gian cấp sổ hồng cho căn hộ chung cư
Từ ngày 3/3, theo Nghị định 01/2017/NĐ-CP sửa đổi, bổ sung một số nghị định thi hành Luật Đất đai, thủ tục đăng ký, cấp giấy chứng nhận quyền sử dụng đất, sở hữu nhà ở và tài sản khác gắn liền với đất khi thay đổi tài sản gắn liền với đất; tách thửa, hợp thửa đất, thủ tục đăng ký đất đai đối với trường hợp được Nhà nước giao đất để quản lý tối đa là 15 ngày.

#### Bị mất
Sổ đỏ, sổ hồng không phải tài sản, nếu mất người dân có thể yêu cầu cấp lại để có sổ mới. Căn cứ Khoản 1 Điều 77 Nghị định 43/2014/NĐ-CP, hộ gia đình, cá nhân có Giấy chứng nhận bị mất phải khai báo với Ủy ban nhân dân (UBND) cấp xã nơi có đất về việc bị mất Giấy chứng nhận, trừ trường hợp mất do thiên tai, hỏa hoạn. Sau khi tiếp nhận khai báo của hộ gia đình, cá nhân thì UBND cấp xã có trách nhiệm niêm yết thông báo mất Giấy chứng nhận tại trụ sở UBND cấp xã. Sau 30 ngày, kể từ ngày niêm yết thông báo nếu không tìm được thì hộ gia đình, cá nhân bị mất Giấy chứng nhận nộp 01 bộ hồ sơ đề nghị cấp lại .